# 루돌프 파이얼스
루돌프 에른스트 파이얼스(독일어: Rudolf Ernst Peierls, 1907년 6월 5일 ~ 1995년 9월 19일)는 독일의 물리학자이다. 나치 독일을 피해 영국으로 이민하였고, 영국의 핵무기 개발에 참여하였다. 군사적 연구 밖에도, 물리학의 여러 분야에 공헌하였다.

## 생애
베를린에서 유대인 가정에 태어났다. 아버지는 하인리히 파이얼스(독일어: Heinrich Peierls)였고, 어머니는 엘리차베트 바이게르트(Elizabeth Weigert)였다. 1929년에는 취리히에서 베르너 하이젠베르크와 볼프강 파울리 아래 응집물질물리학을 연구하였다.
그 뒤 영국 케임브리지 대학교에서 유학하였다. 이 도중 나치 당이 정권을 잡자 할 수 없이 영국에 남아 있게 되었다. 1939년부터 오토 프리슈(Otto Frisch)와 제임스 채드윅과 같이 핵무기 연구를 시작하였다. 1940년 3월에는 프리슈-파이얼스 보고서(영어: Frisch–Peierls memorandum)를 작성하였다. 이 보고서에서 프리슈와 파이얼스는 불과 1 킬로그램의 우라늄을 통해 원자 폭탄을 만들 수 있다는 사실을 설명하였고, 영국과 이후 미국의 핵무기 연구가 시작되는 발단이 되었다. 이듬해 (1941년) 이 보고서는 미국으로 전해졌고, 미국은 맨해튼 계획을 시작하였다.
1943년 8월부터 파이얼스는 미국으로 건너가 맨해튼 계획에 참여하였다. 1945년 영국 작위(Commander of the Order of the British Empire (Civil Division))를 수여받았다.
전후 파이얼스는 버밍엄 대학교 교수로 있다가, 1963년 옥스퍼드 대학교 교수가 되었다. 1974년 은퇴하였고, 1995년 옥스퍼드에서 향년 89세를 일기로 사망하였다.

## 같이 보기
- 머민-바그너 정리
- 모트 절연체